# Saint-Baudel
Saint-Baudel és un municipi francès, situat al departament de Cher i a la regió de Centre – Vall del Loira. L'any 2007 tenia 291 habitants.

## Demografia

### Població
El 2007 la població de fet de Saint-Baudel era de 291 persones. Hi havia 123 famílies, de les quals 44 eren unipersonals (20 homes vivint sols i 24 dones vivint soles), 51 parelles sense fills, 24 parelles amb fills i 4 famílies monoparentals amb fills.
La població ha evolucionat segons el següent gràfic:
Habitants censats

### Habitatges
El 2007 hi havia 200 habitatges, 139 eren l'habitatge principal de la família, 53 eren segones residències i 7 estaven desocupats. 194 eren cases i 3 eren apartaments. Dels 139 habitatges principals, 119 estaven ocupats pels seus propietaris, 16 estaven llogats i ocupats pels llogaters i 5 estaven cedits a títol gratuït; 19 tenien dues cambres, 29 en tenien tres, 41 en tenien quatre i 50 en tenien cinc o més. 94 habitatges disposaven pel capbaix d'una plaça de pàrquing. A 64 habitatges hi havia un automòbil i a 56 n'hi havia dos o més.

### Piràmide de població
La piràmide de població per edats i sexe el 2009 era:
| Homes | Edats   | Dones |
| ----- | ------- | ----- |
| 0     | 95 o +  | 0     |
| 0     | 90 a 94 | 4     |
| 4     | 85 a 89 | 16    |
| 0     | 80 a 84 | 0     |
| 8     | 75 a 79 | 4     |
| 16    | 70 a 74 | 4     |
| 4     | 65 a 69 | 12    |
| 12    | 60 a 64 | 16    |
| 8     | 55 a 59 | 4     |
| 4     | 50 a 54 | 4     |
| 12    | 45 a 49 | 8     |
| 4     | 40 a 44 | 4     |
| 8     | 35 a 39 | 12    |
| 4     | 30 a 34 | 4     |
| 8     | 25 a 29 | 4     |
| 4     | 20 a 24 | 8     |
| 8     | 15 a 19 | 8     |
| 8     | 10 a 14 | 12    |
| 12    | 5 a 9   | 4     |
| 4     | 0 a 4   | 12    |

## Economia
El 2007 la població en edat de treballar era de 165 persones, 114 eren actives i 51 eren inactives. De les 114 persones actives 104 estaven ocupades (53 homes i 51 dones) i 10 estaven aturades (7 homes i 3 dones). De les 51 persones inactives 23 estaven jubilades, 15 estaven estudiant i 13 estaven classificades com a «altres inactius».

### Ingressos
El 2009 a Saint-Baudel hi havia 138 unitats fiscals que integraven 282 persones, la mediana anual d'ingressos fiscals per persona era de 15.948 €.

### Activitats econòmiques
Dels 6 establiments que hi havia el 2007, 1 era d'una empresa de fabricació d'altres productes industrials, 1 d'una empresa de construcció, 2 d'empreses de comerç i reparació d'automòbils i 2 d'empreses de serveis.
L'únic servei als particulars que hi havia el 2009 era un taller de reparació d'automòbils i de material agrícola.
L'únic establiment comercial que hi havia el 2009 era una botiga de menys de 120 m².
L'any 2000 a Saint-Baudel hi havia 14 explotacions agrícoles que ocupaven un total de 1.690 hectàrees.

## Poblacions més properes
El següent diagrama mostra les poblacions més properes.